# Солунско метро
Солунското метро (на гръцки: Μετρό Θεσσαλονίκης) е подземна система за бърз транзит в Солун, вторият по големина град в Гърция. Системата се състои от една линия с 13 станции; още 5 станции са в процес на изграждане за линия 2. Тя е напълно автоматизирана и без водачи, първата система от този вид в Гърция и се управлява от Thessaloniki Metro Automatic (THEMA), френско-италиански консорциум.
Прогнозите за стойността на мегапроекта са 3 милиарда евро (3,24 милиарда долара днес), включително 600 милиона евро (649 милиона долара) в бъдещи лихвени плащания. Проектът се финансира основно със заеми от Европейската инвестиционна банка (ЕИБ) и Европейския фонд за регионално развитие (ЕФРР), както и със средства от гръцкото правителство. Строителството от гръцко-италиански консорциум се контролира от Elliniko Metro, гръцката държавна компания, която ръководи изграждането на Атинското метро и Атинския трамвай.
Предложено през 1910-те години и за първи път сериозно планирано през 1980-те години, строителството на главната линия започва през 2006 г. и на разширението на Каламария през 2013 г. След години на забавяне, поради археологически открития и гръцката финансова криза, дългата 9,6 km Линия 1 е открита на 30 ноември 2024 г., като се очаква Линия 2 да добави още 4,8 км тунели и още 5 станции към системата в края на 2025 г.
През октомври 2025 г. се предвижда да бъдат въведени в експлоатация и метростанциите към Каламария.
Цената на билета за ползване на метрото е 60 евроцента.

## История
През 1976 г. номархът Константинос Пиларинос внася в бюджета за годината алинея, която носи названието „Солунско метро“. Строителство се извършва през 1986 – 1989 г. по времето на кмета (димарх) Сотирис Кувалас. По думите му проектът е предполагал строителство на подземен тунел под една от главните улици – „Егнатия“, между улиците „Кафтадзоглу“ и Площада на Републиката. По времето на строителството движението по улица „Егнатия“ е ограничено поради факта, че строителството се извършва по открития способ. Строителството става причина за струпване на подпочвени води в основите на Аристотелския университет, за чието отвеждане и до ден днешен работи помпена станция. За дълги години строителството е спряно.
Едва през 2006 г. то е възобновено. Проектът включва строителството на 9,6 км, на които да бъдат изградени 13 станции. Бюджетът на проекта е 1,1 млрд. евро. Първоначално пусковият срок е определен за 2012 г. По-късно срокът е удължен до 2016 г. Метрото ще се изгражда по подобие на Копенхагенското метро – автоматично, но с присъствието на машинист. Ще бъдат изградени 2 тунела, по които трябва да пътуват 18 влака.

### Планирани станции
| Солунско метро, Линия 1 | Солунско метро, Линия 1 | Солунско метро, Линия 1 | Солунско метро, Линия 1 | Солунско метро, Линия 1 |
| #                       | Име                     | Име                     | Откриване               | Връзки                  |
| #                       | Български               | Гръцки                  | Откриване               | Връзки                  |
| ----------------------- | ----------------------- | ----------------------- | ----------------------- | ----------------------- |
| 1                       | Статмос                 | Ν. Σιδ. Σταθμός         | 2023                    | Линия 2, ЖП гара        |
| 2                       | Димократия              | Δημοκρατίας             | 2023                    | Линия 2                 |
| 3                       | Венизелос               | Βενιζέλου               | 2023                    | Линия 2                 |
| 4                       | Св. София               | Αγία Σοφία              | 2023                    | Линия 2                 |
| 5                       | Шадраван/Ектеси         | Σιντριβάνι/Έκθεση       | 2023                    | Линия 2                 |
| 6                       | Панепстимио             | Πανεπιστήμιο            | 2023                    | Линия 2                 |
| 7                       | Папафи                  | Παπάφη                  | 2023                    | Линия 2                 |
| 8                       | Ефклиди                 | Ευκλείδη                | 2023                    | Линия 2                 |
| 9                       | Флеминг                 | Φλέμιγκ                 | 2023                    | Линия 2                 |
| 10                      | Аналипсеос              | Αναλήψεως               | 2023                    | Линия 2                 |
| 11                      | 25 март                 | 25ης Μαρτίου            | 2023                    | Линия 2                 |
| 12                      | Вулгари                 | Βούλγαρη                | 2023                    | none                    |
| 13                      | Неа Елветиа             | Νέα Ελβετία             | 2023                    | none                    |

| Солунско метро, Линия 2 | Солунско метро, Линия 2 | Солунско метро, Линия 2 | Солунско метро, Линия 2 | Солунско метро, Линия 2      |
| #                       | Име                     | Име                     | Откриване               | Връзки                       |
| #                       | Български               | Гръцки                  | Откриване               | Връзки                       |
| ----------------------- | ----------------------- | ----------------------- | ----------------------- | ---------------------------- |
| 1                       | Статмос                 | Ν. Σιδ. Σταθμός         | 2023                    | Линия 1, ЖП гара, Проастикос |
| 2                       | Димократия              | Δημοκρατίας             | 2023                    | Линия 1                      |
| 3                       | Венизелос               | Βενιζέλου               | 2023                    | Линия 1                      |
| 4                       | Св. София               | Αγία Σοφία              | 2023                    | Линия 1                      |
| 5                       | Шадраван/Ектеси         | Σιντριβάνι/Έκθεση       | 2023                    | Линия 1                      |
| 6                       | Панепстимио             | Πανεπιστήμιο            | 2023                    | Линия 1                      |
| 7                       | Папафи                  | Παπάφη                  | 2023                    | Линия 1                      |
| 8                       | Ефклиди                 | Ευκλείδη                | 2023                    | Линия 1                      |
| 9                       | Флеминг                 | Φλέμιγκ                 | 2023                    | Линия 1                      |
| 10                      | Аналипсеос              | Αναλήψεως               | 2023                    | Линия 1                      |
| 11                      | 25 март                 | 25ης Μαρτίου            | 2023                    | Линия 1                      |
| 12                      | Номархия                | Νομαρχία                | 2024                    | няма                         |
| 13                      | Каламария               | Καλαμαριά               | 2024                    | няма                         |
| 14                      | Арецос                  | Aρετσού                 | 2024                    | няма                         |
| 15                      | Неа крини               | Νέα Κρήνη               | 2024                    | няма                         |
| 16                      | Микра                   | Μίκρα                   | 2024                    | към Летище „Македония“       |

### Бъдещо разширение
В по-далечно бъдеще се предвижда разширението на линиите на юг – до Каламария, и на север – до Ставруполи. Общата дължина на разширението се предвижда да бъде 10,8 км с 10 станции. Освен това е възможно изграждането на линия до Елефтерио – Корделио (на запад): 4 км и 4 станции и до летище „Македония“ (югозапад) на 7 км и 3 станции.

### Станции от разширението
до Ставруполи (към 2014 г.):
- Νεάπολη
- Παύλου Μελά
- Σταυρούπολη
- Πολίχνη
- Eυκαρπία

до Каламария (към 2015 г.):
- Νομαρχία
- Καλαμαριά
- Αρετσού
- Νέα Κρήνη
- Μίκρα

## Трудности при строителството
Строителството се извършва в много сложни в геологическо отношение почви. Възможни са поражения на наземните сгради. Продължават измерванията в колебанията на почвата в района на Аристотелския университет. Много специалисти са категорично против изграждането на подземно метро. Освен това при строителството трябва да се вземат предвид многобройните археологически останки, които се откриват по трасето на изгражданите тунели.

## Инциденти
- 14 декември 2024 г. – Метрото без шофьор на Hitachi Rail Италия изгубва захранване малко след тръгване от гара Fleming и пътниците се налага да избягат през тунела до най-близката станция. Работата се нормализира около 90 минути по-късно. Няма хора с наранявания, но прокуратурата в Солун разпорежда криминално разследване, за да се установи дали са спазени съответните протоколи за безопасност (особено що се отнася до хора с проблеми с мобилността).

## В популярната култура
В миналото метрото в Солун редовно е обект на редица шеги в Гърция поради последователното му строителство и закъснения в експлоатацията. Новинарските сатирични уебсайтове многократно се шегуват със ситуацията с истории като „Метрото в Солун ще работи като коледно селище по време на празничния сезон“ и „Стачката в метрото в Солун продължава 763-ти ден“. Също така е оприличен на народната приказка за безкрайното строителство на моста на Арта.
Измислена версия на гара Sintrivani (под по-старото име Sintrivani/Ekthesi) е изобразена във филма The Bricklayer, който се развива в Солун, преди системата на метрото да започне да функционира; това предизвиква смях сред публиката на киното в града.
След началото на експлоатацията на системата на метрото на 30 ноември 2024 г. общественият фокус се измества към правилното й използване и поддръжка.